# Jin Akanishi

Jin Akanishi (赤西 仁 Akanishi Jin?, nacido el 4 de julio de 1984) es un músico cantautor, actor, seiyū y ex locutor de radio. Akanishi es exmiembro del popular grupo de J-Pop KAT-TUN. Desde el debut del grupo en 2006, retirándose por iniciativa propia en el 2010, ha logrado 14 números uno consecutivos (incluyendo álbumes de estudio) en las listas Oricon.

## Vida personal
El 2 de febrero de 2012 contrajo matrimonio con la también actriz y cantante, Meisa Kuroki. Su primera hija nació el 23 de septiembre de ese mismo año. Se espera que su segundo hijo nazca a mediados de 2017.

## Filmografía

### Películas
- 47 Ronin (2013)
- Bandage (2010)

### Televisión
- The Legends of Monkey King (大泼猴) como Yang Jian / Erlang Shen (Youku Tudou, 2019)

- Midnight Taxi 2 (午夜计程车第二季) como Ueno (Youku Tudou, 2016)
- Yukan Club (有閑倶楽部) como Shochikubai Miroku (NTV, 2007)
- Anego (アネゴ) como Kurosawa Akihiko (NTV, 2005)
- Gokusen 2 (ごくせん) como Yabuki Hayato (NTV, 2005)
- Xmas Nante Daikirai como Kitagawa Shou (NTV, 2004)
- Omae no yukichi ga naiteiru (TV Asahi, 2001)
- Haregi, Koko Ichiban (NHK, 2000)
- Taiyou wa Shizumanai (Fuji TV, 2000)
- Best Friend (TV Asahi, 1999)
- Kowai Nichiyoubi (NTV, 1999)
- P.P.O.I (NTV, 1999)
- Nekketsu Ren-ai Dou (NTV, 1999)

### Actor de voz
- Speed Racer (2008)[6]

### Musicales
- Dream Boys (2006)
- Summary (2004)
- Dream Boy (2004)
- Shock (2002)

### Comerciales
- NTT Docomo [FOMA902i series]
- SKY PerfecTV!
- Lipsbalm Rohto Mogitate
- Nintendo Gamecube Dance Dance Revolution
- Oronamin C
- Lotte Gum +X (Green Apple, Blue Citrus, Pink Berry)
- Crunky Chocolate
- OXY

## Premios y nominaciones
| Premio                              | Año  | Trabajo      | Categoría                     | Resultado |
| ----------------------------------- | ---- | ------------ | ----------------------------- | --------- |
| 17th TV LIFE Drama award            | 2007 | Yukan Club   | Mejor Actor                   | Ganador   |
| 11th Nikkan Sports Drama Grand Prix | 2008 | Yukan Club   | Mejor Actor                   | Ganador   |
| 35th Hochi Film Awards              | 2010 | Bandage      | Mejor Actor                   | Candidato |
| 35th Hochi Film Awards              | 2010 | Bandage      | Actor Emergente               | Candidato |
| World Music Awards                  | 2013 | Jin Akanishi | Mejor Artista Mundial del Año | Candidato |
| World Music Awards                  | 2013 | Jin Akanishi | Mejor Artista Masculino       | Candidato |
| World Music Awards                  | 2013 | Jin Akanishi | Mejor Presentación en Vivo    | Candidato |
| iQIYI All-Star Carnival             | 2016 | Jin Akanishi | Música del Año                | Ganador   |
| iQIYI All-Star Carnival             | 2016 | Jin Akanishi | Artista Más Popular de Asia   | Ganador   |